# Piculus
Piculus é um género de pica-paus.

## Lista de espécies
- Piculus simplex
- Piculus callopterus
- Piculus leucolaemus
- Piculus litae
- Pica-pau-bufador - Piculus flavigula
- Piculus chrysochloros
- Pica-pau-dourado - Piculus aurulentus